# 4 (альбом Foreigner)
4, також відомий як Foreigner 4, — четвертий студійний альбом британсько-американського рок-гурту Foreigner, випущений 3 липня 1981 року лейблом Atlantic Records. Кілька синглів з альбому стали гітами, зокрема «Urgent», «Waiting for a Girl Like You» та «Juke Box Hero».
Назва альбому означає не тільки, те що це — четвертий альбом гурту, а й те, що склад колективу скоротився з шести до чотирьох учасників. Музика на альбомі стала включати елементи більш доступної поп- та рок-музики.
Альбом мав шалений успіх у всьому світі, утримуючи перше місце в чарті альбомів Billboard протягом 10 тижнів. Зрештою лише в США було продано понад шість мільйонів копій.

## Про альбом
Спочатку альбом мав називатися «Silent Partners», потім назва змінилась на теперішню. У 1981 році гурт попросив художню студію Hipgnosis розробити обкладинку на основі оригінальної назви, вона розробила чорно-біле зображення молодого чоловіка в ліжку з біноклем, що висить у повітрі над головою. Група відхилила дизайн, оскільки вважала, що він «занадто гомосексуальний». Замінна обкладинка для 4 була розроблена Бобом Дефріном за зразком старомодного кінопровідника.
Ян Макдональд, і Ел Грінвуд залишили групу перед записом альбому, частково тому, що вони хотіли взяти більше участі у написанні пісень, тоді як Мік Джонс хотів контролювати написання пісень разом з Лу Греммом. Як результат, усі пісні на альбомі є композиціями Джонса та/або Гремма. Макдональда, який грав на саксофоні, і Грінвуда, який грав на клавішних, замінили сесійні музиканти, у тому числі Джуніор Вокер, який грав саксофонне соло в бриджі «Urgent», і молодий Томас Долбі.
За 10 місяців запису альбому час початку щоденної роботи гурту в студії звукозапису змінився з полудня до півночі. Цей мінливий розклад надихнув на написання пісні альбому «Night Life».

## Рецензії
Редакція Classic Rock назвала 4 Foreigner «шедевром». Критик Ultimate Classic Rock Метт Вордлоу оцінив чотири пісні з платівки — «Juke Box Hero», «Waiting for a Girl Like You», «Urgent» і «Night Life» — як одні з найкращих пісень Foreigner. Критик Ultimate Classic Rock Едуардо Рівадавія поставив дві пісні з того ж альбому — «Girl on the Moon» і «Woman in Black» — в рейтинг 10 найбільш недооцінених пісень Foreigner. Критик Малкольм Доум включив до списку 10 найбільш недооцінених Foreigner — «I'm Gonna Win», яку він порівнює з «Juke Box Hero», на 8 місце, і «Night Life» — яку він хвалить за «впевнену енергію», на перше місце. Однак критик PopMatters Еван Соуді назвав «Night Life» «надзвичайно млявим відкриттям альбому».
Гітарист гурту Мік Джонс назвав три пісні з альбому («Urgent», «Juke Box Hero» і «Girl on the Moon») серед своїх 11 улюблених пісень власного гурту.

## Треклист
Автор музики і слів Мік Джонс, співавторство з Лу Греммом на треках 1-2, 4-5 і 9-10.. 
| #   | Назва                                                         | Тривалість |
| --- | ------------------------------------------------------------- | ---------- |
| 1.  | «Night Life»                                                  | 3:48       |
| 2.  | «Juke Box Hero»                                               | 4:18       |
| 3.  | «Break It Up»                                                 | 4:11       |
| 4.  | «Waiting for a Girl Like You»                                 | 4:49       |
| 5.  | «Luanne» (On some vinyl editions, "Luanne" is listed as 3:11) | 3:25       |
| 6.  | «Urgent»                                                      | 4:29       |
| 7.  | «I'm Gonna Win»                                               | 4:51       |
| 8.  | «Woman in Black»                                              | 4:42       |
| 9.  | «Girl on the Moon»                                            | 3:49       |
| 10. | «Don't Let Go»                                                | 3:58       |

| Бонус-треки на перевиданні 2002 року, записані в 1999 році | Бонус-треки на перевиданні 2002 року, записані в 1999 році | Бонус-треки на перевиданні 2002 року, записані в 1999 році |
| #                                                          | Назва                                                      | Тривалість                                                 |
| ---------------------------------------------------------- | ---------------------------------------------------------- | ---------------------------------------------------------- |
| 11.                                                        | «Juke Box Hero» ("Nearly Unplugged" Version)               | 3:06                                                       |
| 12.                                                        | «Waiting for a Girl Like You» ("Nearly Unplugged" Version) | 2:50                                                       |

## Учасники запису

### Foreigner
- Лу Гремм: головний вокал, перкусія
- Мік Джонс: клавішні, гітара, бек-вокал
- Рік Віллс: бас, бек-вокал
- Денніс Елліотт: ударні, бек-вокал

### Додатковий персонал
- Томас Долбі: синтезатори
- Ларрі Фаст: синтезатор (2, 3, 10)
- Боб Мейо: синтезатор (3, 4)
- Майкл Фонфара: синтезатор (6, 9)
- Г'ю Маккрекен: слайд-гітара (9)
- Марк Рівера: саксофон (3, 6), бек-вокал
- Джуніор Вокер: саксофонне соло (6)
- Ян Ллойд: бек-вокал
- Роберт Джон «Матт» Ланг: бек-вокал

## Перевидання
4 був перевиданий у 2001 році на багатоканальному DVD-Audio та 14 вересня 2011 року на гібридному стерео-багатоканальному Super Audio CD від Warner Japan у серії Warner Premium Sound. Він був також перевиданий у червні 2015 року Atlantic Records на преміальному 180-грамовому вінілі з оригінальним треклистом 1981 року.

## Чарти
| Chart (1981—1982)                                    | Peak position |
| ---------------------------------------------------- | ------------- |
| Australian Albums (Kent Music Report)                | 3             |
| Канада Canada Top Albums/CDs (RPM)                   | 2             |
| Нідерланди Dutch Albums (MegaCharts)                 | 12            |
| French Albums (SNEP)                                 | 6             |
| Німеччина German Albums (Offizielle Top 100)         | 4             |
| Japanese Albums (Oricon)                             | 20            |
| Нова Зеландія New Zealand Albums (Recorded Music NZ) | 19            |
| Швеція Swedish Albums (Sverigetopplistan)            | 41            |
| Велика Британія UK Albums (OCC)                      | 5             |
| США Billboard 200                                    | 1             |

| Chart (1981)                       | Position |
| ---------------------------------- | -------- |
| German Albums (Offizielle Top 100) | 16       |
| Chart (1982)                       | Position |
| German Albums (Offizielle Top 100) | 3        |

## Сертифікації
| Регіон                                                                                          | Сертифікація  | Продажі    |
| ----------------------------------------------------------------------------------------------- | ------------- | ---------- |
| Австралія (ARIA)                                                                                | Платиновий    | 50 000^    |
| Канада (Music Canada)                                                                           | 4× Платиновий | 400 000^   |
| Франція (SNEP)                                                                                  | Золотий       | 100 000*   |
| Німеччина (BVMI)                                                                                | Платиновий    | 500 000^   |
| Israel                                                                                          | Золотий       | 25,000     |
| Велика Британія (BPI)                                                                           | Золотий       | 100 000^   |
| США (RIAA)                                                                                      | 6× Платиновий | 6 000 000^ |
| *продажі, що базуються лише на сертифікаціях ^відвантаження, що базуються лише на сертифікаціях |               |            |